# 존 테일러 (육상 선수)
존 백스터 테일러 주니어(John Baxter Taylor Jr., 1883년 11월 3일 ~ 1908년 12월 2일)는 미국의 육상 선수로, 아프리카계 미국인으로서 처음으로 올림픽 금메달을 딴 것으로 유명하다.
워싱턴 D. C.에서 태어나 펜실베이니아 대학교에서 수의학을 전공하여 졸업하였고, 아일랜드계 미국인 육상 클럽의 가장 두드러진 아프리카계 미국인 회원이었다.
테일러는 1908년 런던 올림픽에서 금메달을 딴 혼합 릴레이 팀의 일원이었다. 그는 3번째 주자로 달리면서 400m를 뛰었다. 그는 윌리엄 해밀턴과 너대니얼 카트멜을 잇따르고 멜 셰퍼드에 의하여 뒤따라졌다. 첫 라운드와 결승전 양경기에서 테일러는 카트멜로부터 배턴을 받아 셰퍼드에게 이었다. 팀은 각각 3분 27.2초와 3분 29.4초의 기록과 함께 양경기를 우승하였다. 테일러는 아프리카계 미국인 최초의 올림픽 금메달리스트가 되었다. 결승전에서 그의 분할 시간은 49.8초였다.
400m 경주에도 나간 그는 자신의 예비전과 준결승전을 각각 50.8초와 49.8초로 이겼다. 경주의 첫 달리기에서 테일러는 4명의 선수들 중에 마지막으로 왔다. 그러나 동료 선수 존 카펜터가 영국의 윈덤 핼스웰을 방해한 이유로 고발되어 실격당하자, 경주는 카펜터 없이 반복되었다. 테일러와 동료 선수 윌리엄 로빈스는 카펜터의 실격에 항의에서 두번째 결승전에 나가는 데 거부하였다. 두번째 결승전에서 마지못해 홀로 달린 핼스웰은 50초의 기록을 세워 올림픽 역사상 단 하나의 낙승에서 금메달을 획득하였다.
올림픽 경기에서 돌아온 지 5개월도 안 되어 필라델피아에서 장티푸스로 사망하였다.